# Kuremaai-tó
A Kuremaai-tó (észtül: Kuremaa järv) tó Észtország keleti részén, Jõgeva megye Palamuse községében, Palamuse településtől 2 km-re északra, a vooremaai tavak egyike. A tó északi partján fekszik a névadó település, Kuremaa. Ez Észtország 11. legnagyobb és Vooremaa második legnagyobb tava.
A 397 ha felszínű tó 83 m-es tengerszint feletti magasságban fekszik. A hosszúkás alakú tó északnyugat-délkelet irányban nyúlik el. Északon a Kuremaai park, keleten, délen és nyugaton mocsár határolja. A patron egyes helyeken üdülőterületek és strandok is találhatók, a legnagyobb strand az északi parkosított részen fekszik. Ott található, a tóparttól mintegy 300 m-re a Kuremaai kastély is.
Legnagyobb mélysége 13,3 m, átlagos vízmélysége 5,9 m. A tó vifze sárgászöld színű, ásványi anyagokban gazdag, enyhén lúgos kémhatású (a pH értéke 7,8–8,1 közötti). A tavat számos kisebb patak, vízgyűjtő csatorna és fenékforrások táplálják.
A tó déli részén, annak lefolyásaként ered az Amme folyó, amely az Emajõgi mellékfolyója. A tóból kilépő vízmennyiség átlagosan 700 l/s. A víztest éves cserélődési rátája alacsony, mindössze 0,29.